# Sława Stećko
Jarosława (Sława) Josypiwna Stećko, ukr. Ярослава (Слава) Йосипівна Стецько, właśc. Hanna Jewhenija Stećko z domu Muzyka (ur. 14 maja 1920 w Romanówce, zm. 12 marca 2003 w Monachium) – ukraińska działaczka nacjonalistyczna, wieloletnia przewodnicząca Organizacji Ukraińskich Nacjonalistów, żona Jarosława Stećki, byłego premiera rządu ukraińskiego utworzonego po proklamacji niepodległości Ukrainy we Lwowie 30 czerwca 1941.

## Życiorys
Była tłumaczką z angielskiego, francuskiego i niemieckiego. Do OUN wstąpiła za namową brata w 1938, przyjęła pseudonim „Sława”. Po wkroczeniu wojsk radzieckich na tereny Kresów, odmówiła przyjęcia legitymacji Komsomołu i zeszła do podziemia. Była łączniczką i sanitariuszką Ukraińskiej Armii Powstańczej. W 1943 została aresztowana we Lwowie przez Niemców za działalność w ukraińskim ruchu oporu.
Po wojnie osiadła w Monachium, gdzie poznała swojego przyszłego męża Jarosława Stećkę, szefa OUN, z którym wspólnie założyła Antybolszewicki Blok Narodów. Po śmierci męża (w 1986) stanęła na czele tej organizacji oraz na czele OUN. W okresie stanu wojennego wspierała polską opozycję, organizując zbiórki finansowe. Publicznie głosiła, że Polacy i Ukraińcy powinni traktować wspólną historię w taki sposób, jak Amerykanie podchodzą do wojny secesyjnej, tj. „z równym sercem do obydwu stron”. Odmowę otwarcia Cmentarza Orląt Lwowskich uważała za prowokację ze strony polityków prorosyjskich.
Po odzyskaniu przez Ukrainę niepodległości w 1991 wróciła do ojczyzny, w 1992 stanęła na czele założonej przez siebie partii Kongres Ukraińskich Nacjonalistów, która odwoływała się do tradycji OUN. Od 1997 aż do śmierci sprawowała mandat poselski do Rady Najwyższej, początkowo z okręgu Iwano-Frankiwsk, od 2002 z listy krajowej Bloku Nasza Ukraina.
W 1993 otrzymała honorowe obywatelstwo miasta Lwowa. Została pochowana w Kijowie.